# 上海風雲
《上海風雲》是香港亞洲電視製作的劇集，分為《上海風雲之爭雄歲月》及《上海風雲之危城歲月》兩輯各15集，在1989年4-6月期間首播。本劇由招振強監製，鄭少秋、韓義生、嚴浩、朱慧珊、葉玉卿等主演。其中《上海風雲之危城歲月》是張敏唯一一部參與亞洲電視劇集演出。
本劇故事設定發生於1920年代的上海，講述鄭少秋飾演的馬嘯天一生在事業上的起落，同時加入馬嘯天與四名女子周旋的愛情故事。

## 演員表
- 鄭少秋 飾 馬嘯天
- 韓義生 飾 陸福生
- 嚴　浩 飾 姚世雄
- 朱慧珊 飾 孫小冬
- 葉玉卿 飾 曹佩珊
- 張　錚 飾 曹學如
- 李道洪 飾 霍家成
- 劉少君 飾 鄭成斌
- 孫　興 飾 宮本友和
- 張　敏 飾 葉敏
- 安德尊 飾 馬義財
- 吳茜薇 飾 馬義梅
- 王　偉 飾 袁兆祥
- 劉錫賢 飾 陸天腸
- 潘銑怡 飾 汪玉蘭
- 熊德誠 飾 周伯禮
- 張　煒 飾 馬義權
- 吳仕德 飾 馬義文
- 司馬華龍 飾 羅九洲
- 甘　山 飾 曾大嘴
- 蔡國慶 飾 陳祖德
- 轅依玲 飾 鳳仙
- 許英秀 飾 曾素才
- 羅國暉 飾 宮本次郎
- 蔡欣樺 飾 小麗
- 駱慧貞 飾 李曼詩
- 蔡善如 飾 歐頌玲
- 何樹燊 飾 馬義武
- 鄒偉光 飾 周東漢
- 李　菁 飾 潘悅紅
- 譚榮傑 飾 山村

## 軼事
- 鄭少秋與監製招振強繼無綫劇集《民間傳奇》、《倚天屠龍記》後，時隔逾十年再度合作，也是首次於亞視合作。
- 本劇下集《危城歲月》是張敏唯一一部參演的亞視劇集，據說是其經紀人向華勝向亞視推薦演出的，而張敏本人出身自亞洲電視藝員第5期訓練班。
- 此劇是許英秀生前最後一部電視劇。

## 外部連結
- 上海風雲之爭雄歲月-互動百科（页面存档备份，存于）
- 上海風雲之危城歲月（页面存档备份，存于）